# Antiga Casa Banqué
La Casa Banqué va ser un dels establiments més importants de venda d'instruments musicals i de maquinària tèxtil que hi va haver a Palma entre mitjan segle segle xix i la primera meitat del segle segle xx.

## Inicis
Fundada per Agustí Banqué i Bachs el 1862, es va dedicar exclusivament a la venda de màquines de cosir i de fer calça d'importació alemanya i establí la tenda al carrer Colom de Palma número 38. A la seva mort el 1881 la seva vídua i el seu fill Emili passaren a regentar l'establiment, que estava en tot el seu apogeu, i en feren diverses millores i reformes.

## Emili Banqué
Emili Banqué i Brull estudià piano de ben petit i, tot i que no va ser mai pianista professional sí que era un gran aficionat que participava en concerts i fins i tot componia i interpretava petites peces en els salons de música de Palma. Era soci i benefactor del Círculo Mallorquín i participa en concerts i tertulies musicals compartint escenari i piano amb músics mallorquins com Miquel Capllonch, Antoni Noguera, Guillem Massot o un ja retirat Pere Miquel Marquès.
El 1883, la vídua de Banqué cedeix la seva representació de màquines de cosir de Felanitx a Nicolau Forteza, preparant-se per expandir el seu negoci; un any més tard traslladen el magatzem de maquinària tèxtil al número 36 del mateix carrer Colom i introdueixen la venda de pianos, representant les cases Ronich, Kaps, Steinway, Dobrawolski i Chasseigne; també introdueixen a la ciutat una desconeguda marca de piano anomenada Bönisch que presentava una sèrie d'avenços i millores damunt d'altres: igualava la intensitat del so a totes les notes de l'octava i augmentava el volum i la sonoritat gràcies a un nou sistema de cordes creuades que els atorgava una major extensió. Per la inauguració del nou local fan una festa al carrer amb dues bandes de música que acompanyaven els vianants cap a l'establiment i un muntatge mecànic de manera que semblava que les màquines de cosir funcionaven soles.
A partir de 1885 a la branca musical de Casa Blanqué hi ha una activitat frenètica. No només treballen amb pianos, sinó que també importen instruments per a bandes de música d'Alemanya, França i Itàlia, i intstruments de corda de tota classe; era molt habitual rebre comandes d'una banda o escola de música local per abastir a tots els músics dels instruments que necessitaven, com podia ser en el cas de l'escola de música d'Inca i el director Joan Gelabert. Aquest tipus de negocis donaren molta fama a Emili Banqué, qui alternava l'activitat comercial amb altres activitats musicals: cap al 1887 crea a casa seva un saló de música conegut com a Saló Banqué o Parnasillo pels seus socis on actuaren molts músics mallorquins però també convidà músics de fora com el guitarrista valencià Francesc Tàrrega o el violinista cubà Claudio Brindis de Salas. Va fer també dipòsits i préstecs de pianos per esdeveniments benèfics, ja que havien aconseguit l'exclusiva de venda a Mallorca de cases com Kaps, que feia pianos més econòmics o de la casa Steinway, de la qual va vendre el primer a Mallorca al Círculo Mallorquín -venda no exenta de polèmica econòmica- i que va ser estrenat per Isaac Albéniz el 1887.
Encara adquiriren un altre local el 1886, el número 34 del mateix carrer Colom: aquesta vegada per la inauguració van convidar els veïns més propers, la flor i nata de la cultura musical i a un grup selecte de periodistes a un concert de piano dins el mateix establiment. El negoci es va seguir expandint amb una sucursal de màquines de cosir a Inca regentada per Nemesio Pavón, a la inauguració de la qual participà una de les bandes de música d'Inca, i l'obertura d'un local de bicicletes al mateix carrer Colom on tenien l'exclusiva de la marca Seidel Naumann.
A més d'instruments a Casa Banqué venien partitures sobretot de piano. Es pot comprovar l'èxit que tenien a l'època pels anuncis de les publicacions de l'època. En destaquen obres del Prevere Joan Albertí, Miquel Capllonch (Nocturn o Drei lieder) o Bartomeu Torres (Misa Festiva sobre cantos eucarísticos, peça amb que guanyà el certamen de composició de València el 1893), però també el Vou-veri-vou d'Honorat Noguera amb lletra de Mateu Obrador (1887), una peça que va gaudir de tan gran popularitat que la seva autoria va perdre's en la memòria popular durant molts d'anys; i també va aconseguir tenir la distribució exclusiva a tot Espanya de la barcarola que compongué Albéniz anomenada Mallorca. Una de les altres peces populars que va comercialitzar i que va ser de gran acceptació entre el públic va ser Los amantes de Teruel del compositor madrileny Tomás Bretón.
Emili Banqué, va ser tot un dinamitzador cultural de la ciutat, participant de la comissió de fires i festes de l'Ajuntament de Palma durant molts d'anys, donant premis per a rifes i concursos, va morir el mes de setembre de 1896 després d'una llarga malaltia que li sobrevingué després de la mort del seu fill petit el 1890. Li sobrevisqueren dos fills que no es van dedicar al negoci familiar.

## Antiga Casa Banqué
L'any 1903 Josep Balaguer va comprar l'empresa a la vídua d'Emili Banqué, en canvià el nom per Antiga Casa Banqué i se n'ocupà fins al 1948. Durant aquest període, es va seguir amb l'activitat habitual: el 1907 avitualla d'instruments la Banda del Regimiento de Infantería de Maó i segueix donant premis per a concursos musicals, per complementar la seva activitat com a mecenes. Segueix tenint l'exclusiva dels pianos Chaissaigne, representat per la Casa Guarro de Barcelona, i el 1913 fa dur a Mallorca el primer piano de mitja coa.
El 1929, després de la construcció del monumental orgue Walcker al Palau Nacional de Barcelona i gràcies als seus negocis amb la Casa Guarro que també era representant de la Walcker, se'n va fer construir un de més petit destinat al saló del casa seva, situada al carrer Unió de Palma.
Va vendre també guitarrons mallorquins probablement construïts a València i les anomenades guitarres de senyoreta. Al museu de Mallorca es poden veure les portes originals del mític establiment.